# Pollena Trocchia
Pollena Trocchia är en ort och kommun i storstadsregionen Neapel, innan 2015 provinsen Neapel, i regionen Kampanien i Italien. Kommunen hade 13 478 invånare (2017).